# 1910 Fruitgum Company

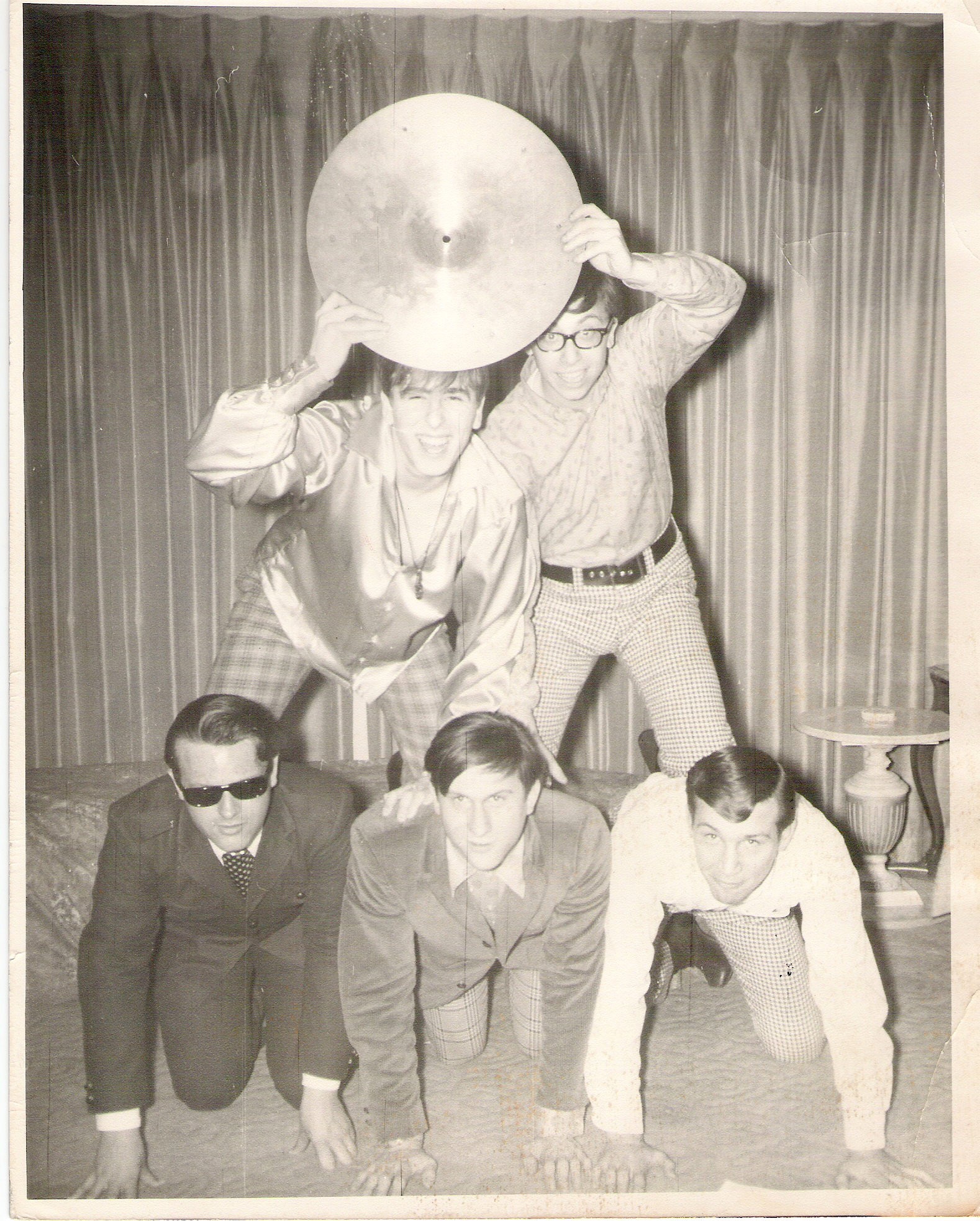
1910 Fruitgum Company 1966.

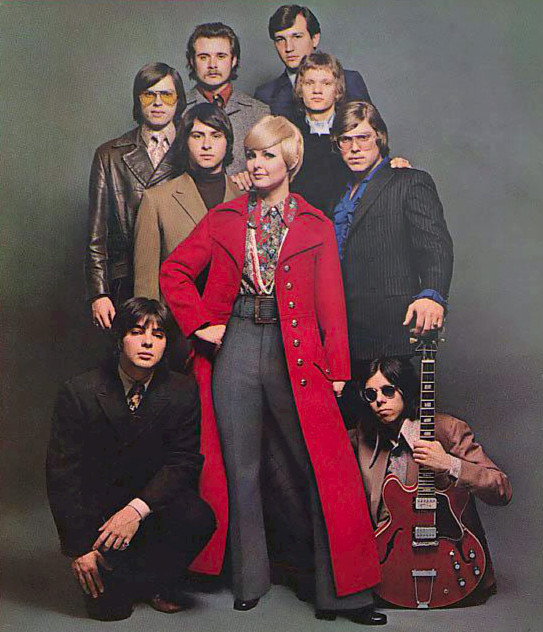
1910 Fruitgum Company, 1969.

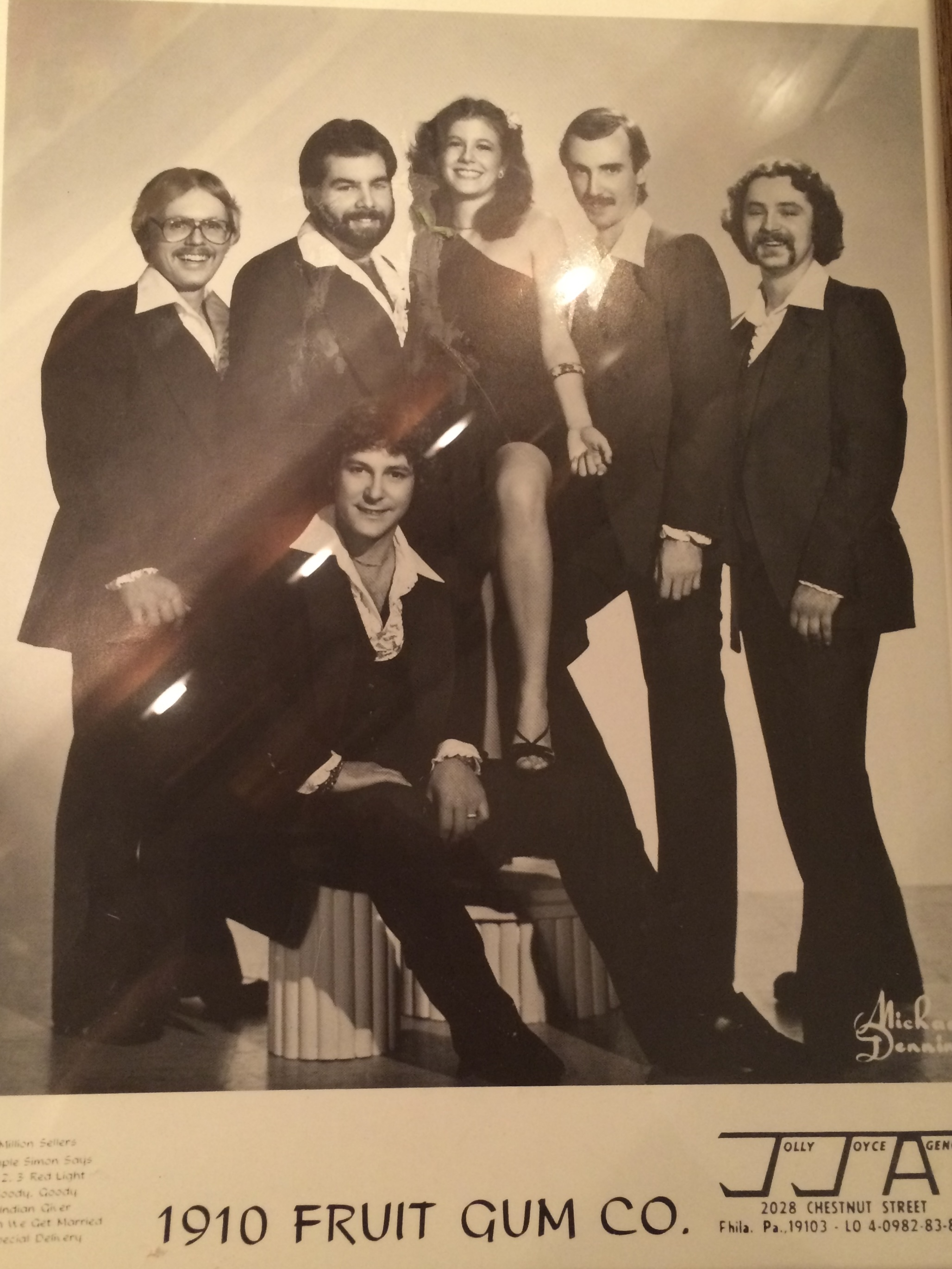
1910 Fruitgum Company.

1910 Fruitgum Company, amerikansk popgrupp bildad 1965 i New Jersey som "Jeckell and the Hydes". 1967 skrev man skivkontrakt med skivbolaget Buddah Records. Gruppen är en av de som starkast förknippas med den tuggummipop-våg som blossade upp under slutet av 1960-talet i musiklandskapet. Som så många andra musikgrupper inom denna kategori var musikerna i gruppen anonyma studiomusiker. Gruppen upplöstes 1969.
Deras fem kändaste låtar är "Goody Goody Gumdrops", "Simon Says", "1, 2, 3 Red Light", "Indian Giver" och "Special Delivery".

## Medlemmar
Nuvarande medlemmar
- Frank Jeckell
- Mick Mansueto
- Glenn Lewis
- Bob Brescia
- John Korba
- Keith Crane

Originalmedlemmar
- Frank Jeckell
- Pat Karwan
- Mark Gutkowski
- Steve Mortkowitz
- Floyd Marcus

## Diskografi
Studioalbum
- Simon Says (1968)
- 1, 2, 3, Red Light (1968)
- Goody Goody Gumdrops (1968)
- Indian Giver (1969)
- Hard Ride (1969)

Singlar
- 1967 - Simon Says / Reflections from the Looking Glass (#4 på US Billboard Hot 100)
- 1968 - May I Take A Giant Step (Into Your Heart) / (Poor Old) Mr. Jensen (#63)
- 1968 - 1, 2, 3, Red Light / Sticky, Sticky (#5)
- 1968 - Goody Goody Gumdrops / Candy Kisses (#37)
- 1969 - Indian Giver / Pow Wow (#5)
- 1969 - Special Delivery / No Good Annie (#38)
- 1969 - The Train / Eternal Light (#57)
- 1969 - When We Get Married / Baby Bret (#118)
- 1970 - Go Away / The Track

Samlingsalbum (i urval)
- Juiciest Fruitgum (1970)
- Golden Classics (1994)
- 1910 Fruitgum Company (1994)
- The Best Of (1998)
- Indian Giver & Goody Goody Gumdrops (2000)
- The Best Of The 1910 Fruitgum Company (2001)